# Shahanuddin Choudhury
Shahanuddin Choudhury (sinh ngày 15 tháng 6 năm 1967) là một vận động viên chạy nước rút Bangladesh. Anh đã thi đấu nội dung 200 mét nam tại Thế vận hội Mùa hè 1992.